# Limeum rhombifolium
Limeum rhombifolium är en tvåhjärtbladig växtart som beskrevs av Schellenberg. Limeum rhombifolium ingår i släktet Limeum och familjen Limeaceae. Inga underarter finns listade i Catalogue of Life.